# Temnikow-Nunatakker
Die Temnikow-Nunatakker sind eine verstreute Gruppe niedriger Nunatakker im Palmerland auf der Antarktischen Halbinsel. Am Ostrand des Dyer-Plateaus verteilen sie sich 8 km westlich des Kelley-Massivs über eine Länge von 10 km.
Der United States Geological Survey kartierte sie im Jahr 1974. Das Advisory Committee on Antarctic Names benannte sie 1976 nach dem Biologen Nicolas Kostin Temnikow von der University of California, Davis, der im Rahmen des United States Antarctic Research Program 1974 auf der Palmer-Station tätig war.